# Giải Bông Sen cho nữ diễn viên phụ xuất sắc nhất
Giải Bông Sen cho nữ diễn viên phụ xuất sắc là một hạng mục trong hệ thống Giải thưởng của Liên hoan phim Việt Nam. Đây là hạng mục dành cho các diễn viên đóng vai nữ phụ trong các tác phẩm thuộc thể loại phim điện ảnh (trước đây gọi là phim nhựa).
So với Giải Cánh Diều của Hội Điện ảnh Việt Nam, giải Bông Sen Vàng có tính chính thống hơn khi sử dụng để xét duyệt danh hiệu Nghệ sĩ Nhân dân và Nghệ sĩ ưu tú. Đối với tiêu chuẩn 2 Bông Sen vàng quy định là thành tích nghệ thuật để xem xét tặng danh hiệu Nghệ sĩ Nhân dân, Nghệ sĩ Ưu tú: cá nhân nghệ sĩ phải có 1 Bông Sen vàng chính thức, chỉ được quy đổi 1 Bông Sen vàng từ các giải Vàng khác. Theo quy định, một giải Cánh Diều vàng chỉ được quy đổi bằng 1/2 Bông Sen vàng.

## Danh sách diễn viên thắng giải theo năm
| Diễn viên thắng giải cho phim truyện điện ảnh                     |
| Diễn viên nhận đề cử hoặc thắng giải phụ cho phim truyện điện ảnh |

Giải thưởng nữ diễn viên phụ xuất sắc nhất phim truyện điện ảnh được trao lần đầu vào năm 2001 của Liên hoan phim Việt Nam lần thứ 13 được tổ chức tại thành phố Vinh.

### Thập niên 2000s
| Năm           | Người Đoạt Giải  | Vai Diễn | Tác Phẩm Đề Cử          | Ghi Chú     |
| ------------- | ---------------- | -------- | ----------------------- | ----------- |
| 2001 (lần 13) | Đỗ Nguyễn Lan Hà | Gianh    | Đời cát                 | [ 2 ] [ 3 ] |
| 2001 (lần 13) | Bảo Thanh        | Nụ       | Vào Nam ra Bắc          | [ 2 ] [ 3 ] |
| 2004 (lần 14) | Thuý Nga         | Tơ       | Mê Thảo, thời vang bóng | [ 4 ] [ 5 ] |
| 2007 (lần 15) | NSƯT Hạnh Thuý   | Ba Thuận | Sống trong sợ hãi       | [ 6 ]       |
| 2009 (lần 16) | Hồng Ánh         | Mẹ Mai   | Trái tim bé bỏng        | [ 7 ]       |

### Thập niên 2010s
| Năm           | Người Đoạt Giải  | Vai Diễn  | Tác Phẩm Đề Cử        | Ghi Chú              |
| ------------- | ---------------- | --------- | --------------------- | -------------------- |
| 2011 (lần 17) | Lê Khánh         | Bảo Quyên | Cô dâu đại chiến      | [ 8 ]                |
| 2011 (lần 17) | Phương Thanh     | Dì Cam    | Những nụ hôn rực rỡ   | [ 8 ]                |
| 2013 (lần 18) | Nguyễn Thuỳ Linh | Tráng Ly  | Và anh sẽ trở lại     | [ 9 ]                |
| 2015 (lần 19) | Kim Hiền         | Tống thị  | Mỹ nhân               | [ 10 ] [ 11 ]        |
| 2017 (lần 20) | Hà Mi            | Tiểu Li   | Cô gái đến từ hôm qua | [ 12 ] [ 13 ]        |
| 2019 (lần 21) | Mai Cát Vi       | Mai       | Hai Phượng            | [ 14 ] [ 15 ] [ 16 ] |

### Thập niên 2020s
| Năm           | Diễn viên     | Vai diễn | Tác phẩm    | Chú thích     |
| ------------- | ------------- | -------- | ----------- | ------------- |
| 2021 (lần 22) | Ngân Chi      | Bù Tọt   | Bố già      | [ 17 ] [ 18 ] |
| 2023 (lần 23) | Bùi Lan Hương | Khánh Ly | Em và Trịnh | [ 19 ]        |